# Do the Funky Chicken
| Recensione | Giudizio |
| ---------- | -------- |
| AllMusic   |          |

Do the Funky Chicken è un album del cantante di Rhythm and Blues statunitense Rufus Thomas, pubblicato dalla Stax Records nel maggio del 1970.

## Tracce

### LP
(1970, Stax Records, STS 2028)
Lato A (STL-0109)
1. Do the Funky Chicken – 3:15 (Rufus Thomas)
2. Let the Good Times Roll – 3:35 (Sam Theard, Fleecie Moore)
3. Sixty Minute Man – 7:17 (Billy Ward, Rose Marks)
4. Lookin' for a Love – 3:43 (J. W. Alexander, Zelda Samuels)
5. Bearcat – 2:52 (testo: Jerry Leiber – musica: Mike Stoller)

Durata totale: 20:42
Lato B (STL-0110)
1. Old McDonald Had a Farm (Part I) – 3:40 (Rufus Thomas)
2. Old McDonald Had a Farm (Part II) – 2:45 (Rufus Thomas)
3. Rufus Rastus Johnson Brown – 2:40 (Rufus Thomas)
4. Soul Food – 4:27 (Dallas Frazier)
5. Turn Your Damper Down – 2:49 (Rufus Thomas)
6. The Preacher and the Bear – 3:51 (Rufus Thomas)

Durata totale: 20:12

### CD
(2011, Stax Records, 0888072331785)
1. Do the Funky Chicken – 3:18 (Rufus Thomas)
2. Let the Good Times Roll – 3:39 (Sam Theard, Fleecie Moore)
3. Sixty Minute Man – 7:18 (Billy Ward, Rose Marks)
4. Lookin' for a Love – 3:49 (J. W. Alexander, Zelda Samuels)
5. Bear Cat (A.K.A. Hound Dog) – 2:57 (testo: Jerry Leiber – musica: Mike Stoller)
6. Old McDonald Had a Farm (Part 1) – 3:44 (Rufus Thomas)
7. Old McDonald Had a Farm (Part 2) – 2:47 (Rufus Thomas)
8. Rufus Rastus Johnson Brown – 2:42 (Rufus Thomas)
9. Soul Food – 4:31 (Dallas Frazier)
10. Turn Your Damper Down – 2:54 (Rufus Thomas)
11. The Preacher and the Bear – 3:56 (Arthur Collins)
12. Funky Mississippi – 2:58 (Eddie Floyd) – Traccia bonus - Pubblicato precedentemente come singolo dalla Stax (STA-0010) nell'agosto 1968
13. So Hard to Get Along With – 3:05 (Edward Harris Jr., Rufus Thomas) – Traccia bonus - Pubblicato precedentemente come singolo dalla Stax (STA-0010) nell'agosto 1968
14. Funky Way – 2:58 (Calvin Arnold) – Traccia bonus - Pubblicato precedentemente come singolo dalla Stax (STA-0022) nel dicembre 1968
15. I Want to Hold You – 2:11 (Rufus Thomas) – Traccia bonus - Pubblicato precedentemente come singolo dalla Stax (STA-0022) nel dicembre 1968
16. Itch and Scratch (Part 1) – 3:14 (Ronald Hayes, Toby King) – Traccia bonus - Pubblicato precedentemente come singolo dalla Stax (STA-0140) nell'agosto 1972
17. Itch and Scratch (Part 2) – 2:45 (Ronald Hayes, Toby King) – Traccia bonus - Pubblicato precedentemente come singolo dalla Stax (STA-0140) nell'agosto 1972
18. Boogie Ain't Nuttin' (But Gettin' Down) (Part 1) – 2:58 (Rufus Thomas) – Traccia bonus - Pubblicato precedentemente come singolo dalla Stax (STN-0219) nel giugno 1974
19. Boogie Ain't Nuttin' (But Gettin' Down) (Part 2) – 2:43 (Rufus Thomas) – Traccia bonus - Pubblicato precedentemente come singolo dalla Stax (STN-0219) nel giugno 1974

Durata totale: 64:27

## Musicisti
- Rufus Thomas – voce solista
- Michael Toles – tastiere (A1, A3, B4 e B6)
- Marvell Thomas – tastiere (A1, A3 e B6 / CD: 14)
- Isaac Hayes – tastiere (B4 / CD: 14)
- James Alexander – basso (A1, A3, B4 e B6)
- Willie Hall – batteria (A1, B4 e B6)
- Booker T. & the M.G.'s (CD: 12-15)
- Wayne Jackson (Memphis Horns) – tromba (A1, A3 e B6 / CD: 12-15)
- Andrew Love (Memphis Horns / The Malaco Rhythm Section*) – sassofono (A1, A3 e B6 / CD: 12-15 e 16-17*)
- Ben Cauley (Memphis Horns / South Memphis Horns*) – tromba (CD: 12-15 / 18-19*)
- Ollie and the Nightingales – cori (A1, A3 e B6)
- Charles "Skip" Pitts (The Malaco Rhythm Section) – chitarra (CD: 16-17)
- Gene Miller (The Malaco Rhythm Section) – tromba (CD: 16-17)
- James Mitchell (The Malaco Rhythm Section) – sassofono (CD: 16-17)
- Lewis Collins (The Malaco Rhythm Section e South Memphis Horns*) – sassofono (CD: 16-17 e 18-19*)
- Edgar Matthews (South Memphis Horns) – tromba (CD: 18-19)
- Dick Steff (South Memphis Horns) – tromba (CD: 18-19)
- Bill Easley (South Memphis Horns) – sassofono tenore (CD: 18-19)
- Tommy Lee Williams (South Memphis Horns)  – sassofono baritono (CD: 18-19)
- Jack Hale (South Memphis Horns) – trombone (CD: 18-19)
- Steve Cropper – produzione (CD: 12-15)
- Tom Nixon – produzione (CD: 16-19)
- Jo Bridges – arrangiamenti (CD: 16-17)
- Tom Nixon – arrangiamenti (CD: 16-17)[3]

### Produzione
- Al Bell, Tom Nixon e Al Jackson Jr. – produzione
- Rufus Thomas, Wayne Jackson, Andrew Love – arrangiamenti
- Bobby Manuel, Henry Bush, Ronnie Capone – ingegneri delle registrazioni
- David Krieger, The Graffiteria – grafica e design copertina album originale
- Herb Kole – supervisione grafica copertina album originale
- Joel Brodsky – foto copertina album originale[4]

## Classifica singoli
Singoli
| Anno | Titolo del brano     | Classifica             | Posizione raggiunta |
| ---- | -------------------- | ---------------------- | ------------------- |
| 1970 | Do the Funky Chicken | Hot 100                | 28                  |
| 1970 | Do the Funky Chicken | Official Singles Chart | 18                  |